# Chloris chloris
Il verdone comune, detto anche verdone o verdello (Chloris chloris  (Linnaeus, 1758)) è un uccello passeriforme della famiglia dei Fringillidi.

## Etimologia
Il nome scientifico della specie, chloris, è un tautonimo in quanto ripetizione del nome del genere.

## Descrizione

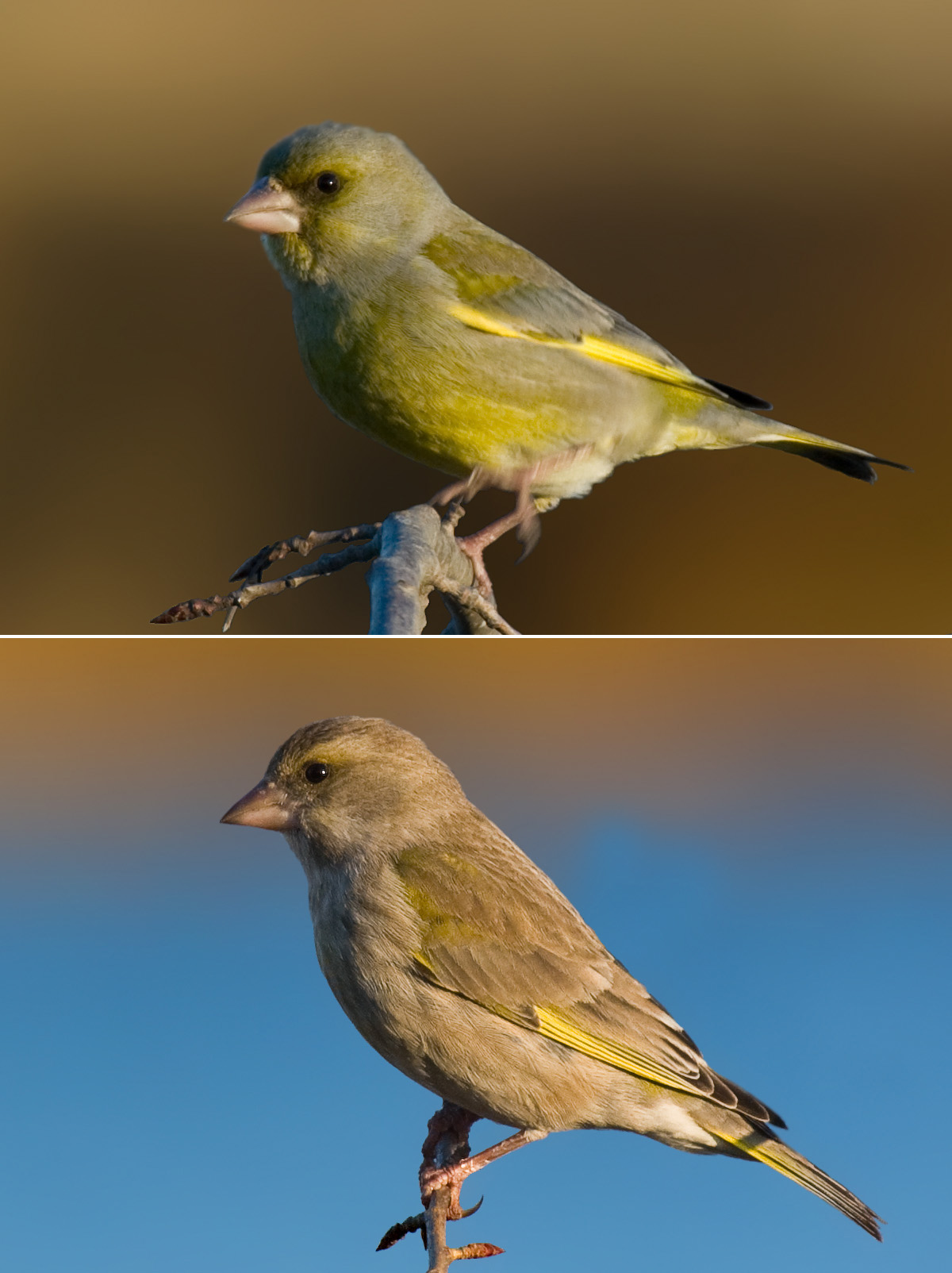
In alto un maschio, in basso una femmina.

### Dimensioni
Misura 14,5–16 cm di lunghezza (ala 8,3-8,6 cm, apertura alare 25-28,5 cm, coda 5,6-6,2 cm, tarso 17 mm, becco 12–13 mm) e 17-34 g di peso, il verdone rappresenta la specie più grande del genere Chloris.

### Aspetto
Il verdone è un uccelletto piccolo ma robusto e massiccio, munito di grossa testa squadrata con sopraccigli ben evidenti, becco conico e molto robusto, ali appuntite e coda lievemente forcuta.

Il piumaggio è piuttosto sobrio e dominato dalle tonalità del verde oliva (come intuibile sia dal nome comune che dal nome scientifico), più tendente al giallastro su petto, ventre e codione e più grigiastro su nuca, spalle, lati del collo e testa (dove è presente un accenno di mascherina scura fra i lati del becco e l'occhio) e ali: queste ultime presentano remiganti nere con evidente barra gialla, e lo stesso pattern di colorazione è osservabile sulla coda. Il dimorfismo sessuale è piuttosto evidente, con la femmina che presenta tinte più opache e lipocromo giallo ridotto al minimo. In ambedue i sessi, il becco è di color perla, le zampe sono di color carnicino chiaro e gli occhi sono di colore bruno scuro.

## Biologia

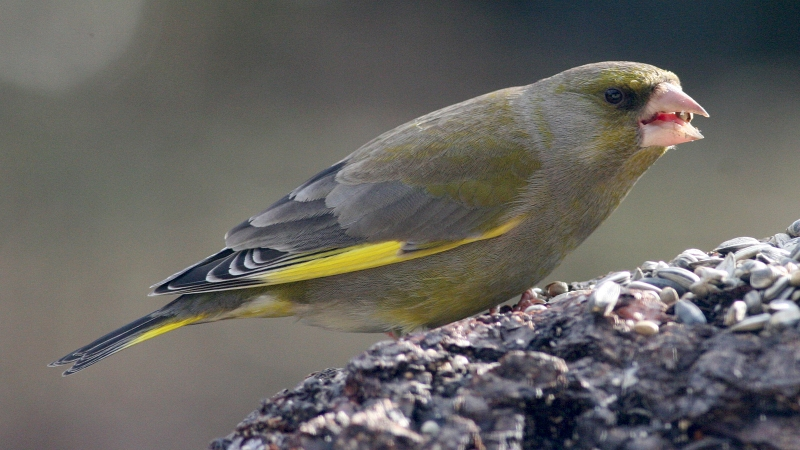
Verdone si alimenta al suolo.

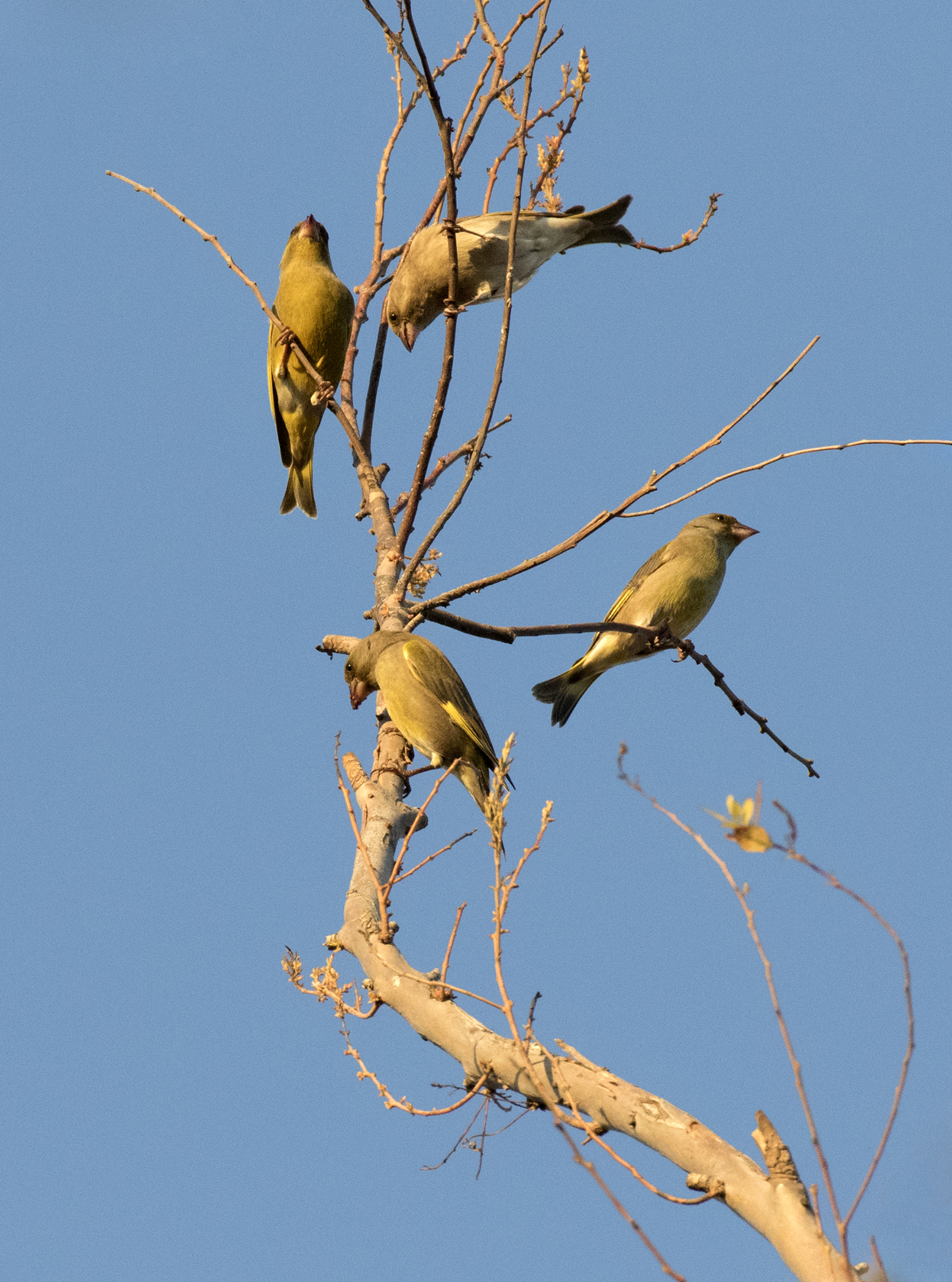
Gruppo di verdoni su un albero nei pressi di Adana.

Si tratta di uccelletti vivaci ma piuttosto timidi, dalle abitudini diurne e moderatamente gregarie, che si riuniscono in gruppetti misti di una decina d'individui (talvolta associandosi ad altri fringillidi o emberizidi) e passano la maggior parte della giornata alla ricerca di cibo, al suolo o fra i rami.
Il canto è piuttosto semplice, un'alternanza di trilli ripetuti e di suoni sibilati, e viene emesso dai maschi durante la prima metà dell'anno, mentre da agosto a settembre questi uccelli sono generalmente silenti.

### Alimentazione
I verdoni sono uccelli quasi esclusivamente granivori, la cui dieta si compone in massima parte di semi spaccati col forte becco, con particolare predilezione per quelli oleosi (girasole, cardo, cereali, pinoli), molto energetici: questi animali si nutrono inoltre anche di altri cibi di origine vegetale, come germogli, boccioli, bacche e frutti (soprattutto more e tasso), mentre è piuttosto raro (ed avviene principalmente durante il periodo riproduttivo, quando il fabbisogno energetico è maggiore) che si cibino volontariamente anche di cibo di origine animale, come insetti, larve e piccoli invertebrati.

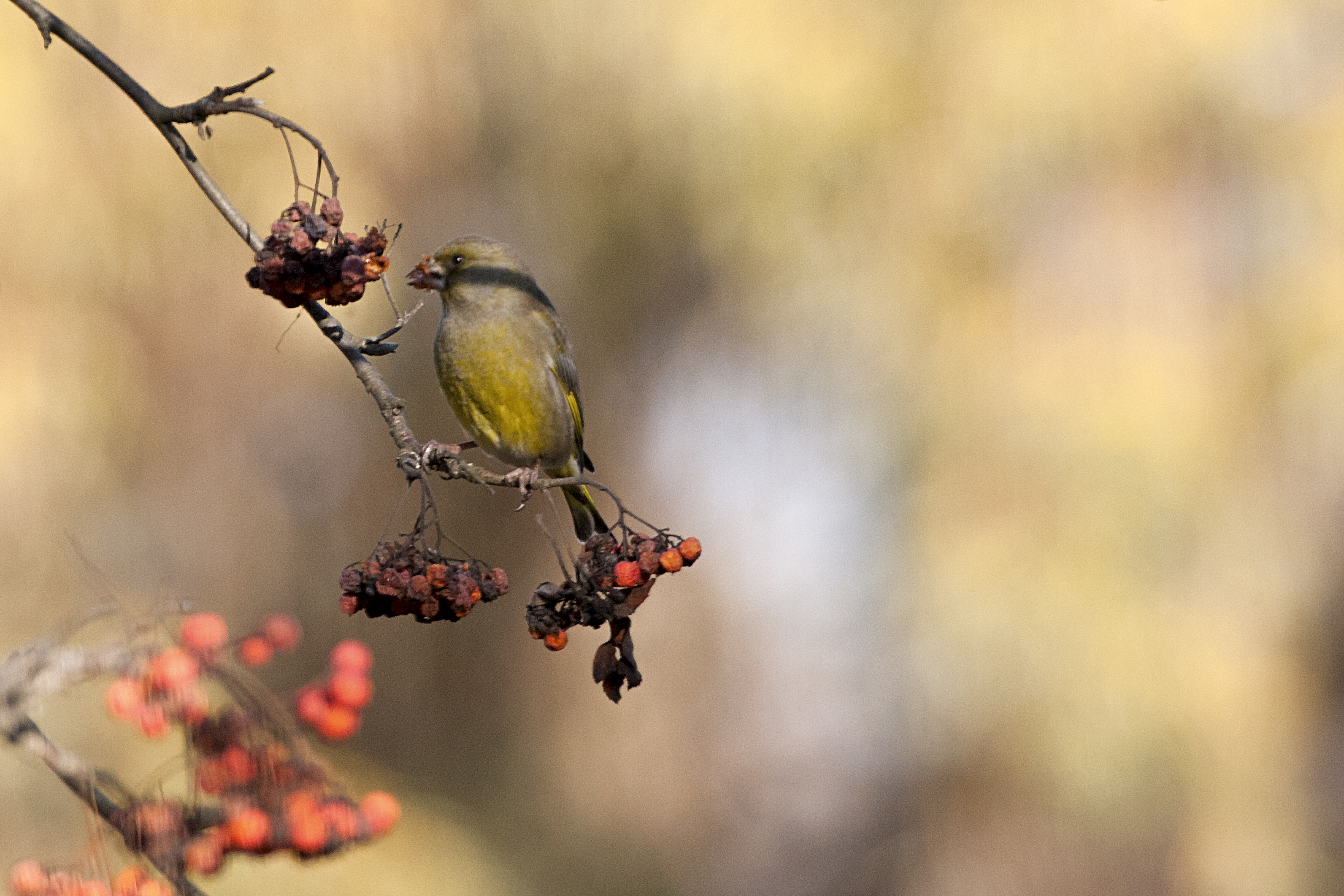
Esemplare si nutre di agazzino a Łódź.
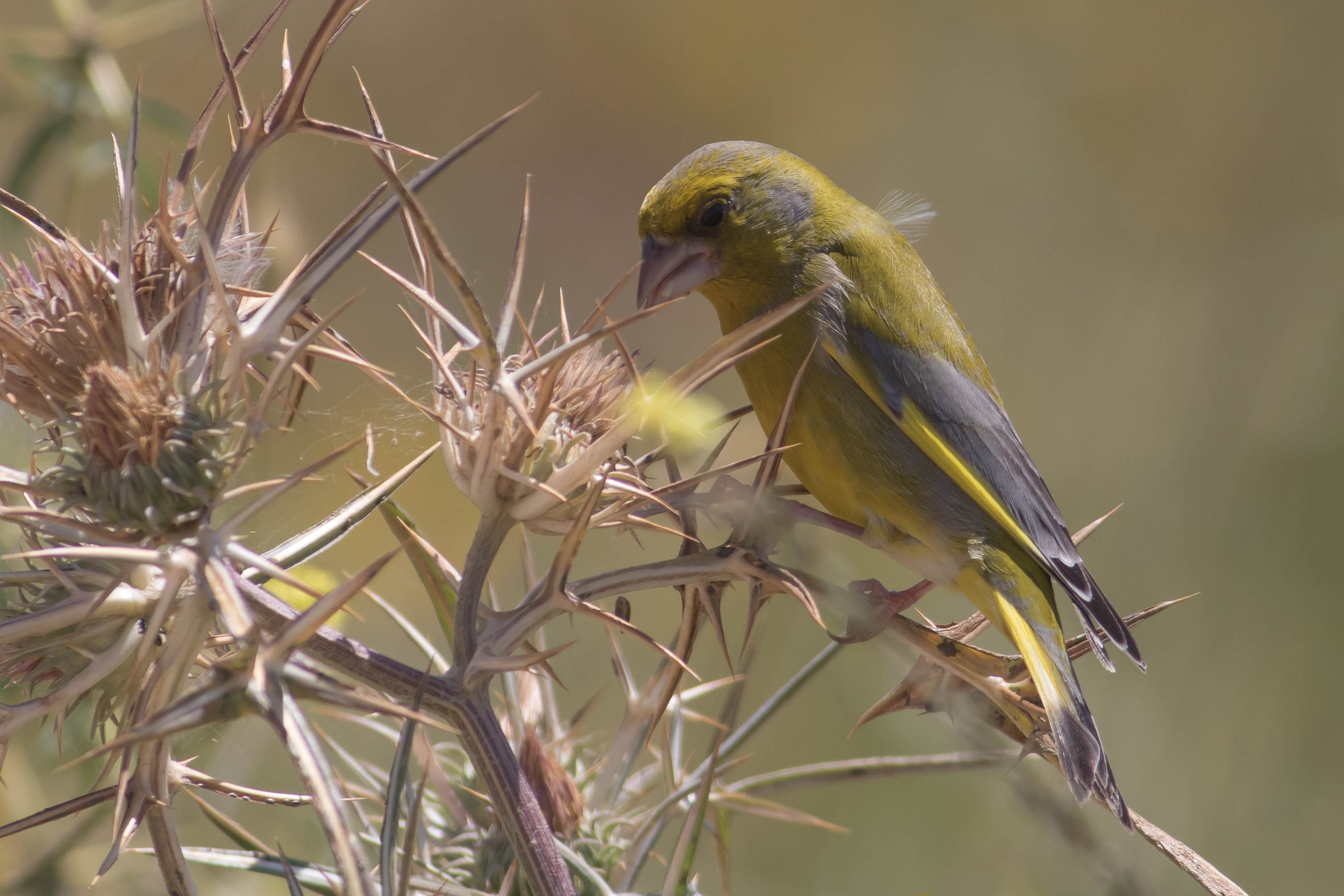
Esemplare si nutre da un cardo in Israele.
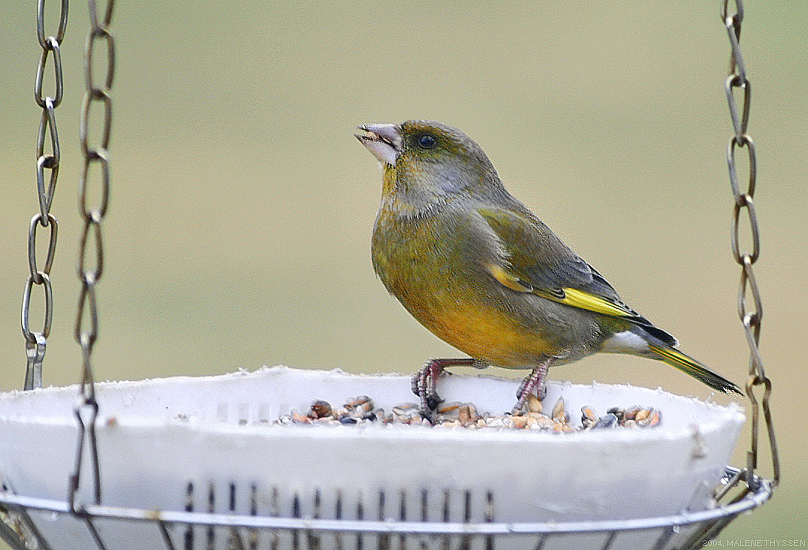
Esemplare si nutre da una mangiatoia in Danimarca.

### Riproduzione
Il periodo degli amori comincia con la primavera, estendendosi dalla metà di marzo alla metà di agosto e mostrando picchi di deposizioni verso la fine di maggio: i maschi cominciano a corteggiare le femmine già alla fine di dicembre, sicché la primavera inizia con le coppie già in massima parte formate. Le popolazioni introdotte presenti nell'emisfero australe si riproducono invece fra ottobre e marzo.

Durante il corteggiamento, i maschi effettuano dei voli di parata sfarfallando a una decina di metri d'altezza, per poi scendere su un posatoio in evidenza emettendo il proprio canto: giunti nei pressi di una femmina interessata, essi la seguono arruffando le piume e tenendo le ali semiaperte e puntate verso il basso, fino a quando essa non segnala la sua disponibilità all'accoppiamento accovacciandosi e spostando lateralmente la coda. Durante questo periodo, i verdoni perdono la loro spiccata gregarietà e i maschi mostrano una certa insofferenza gli uni verso gli altri.

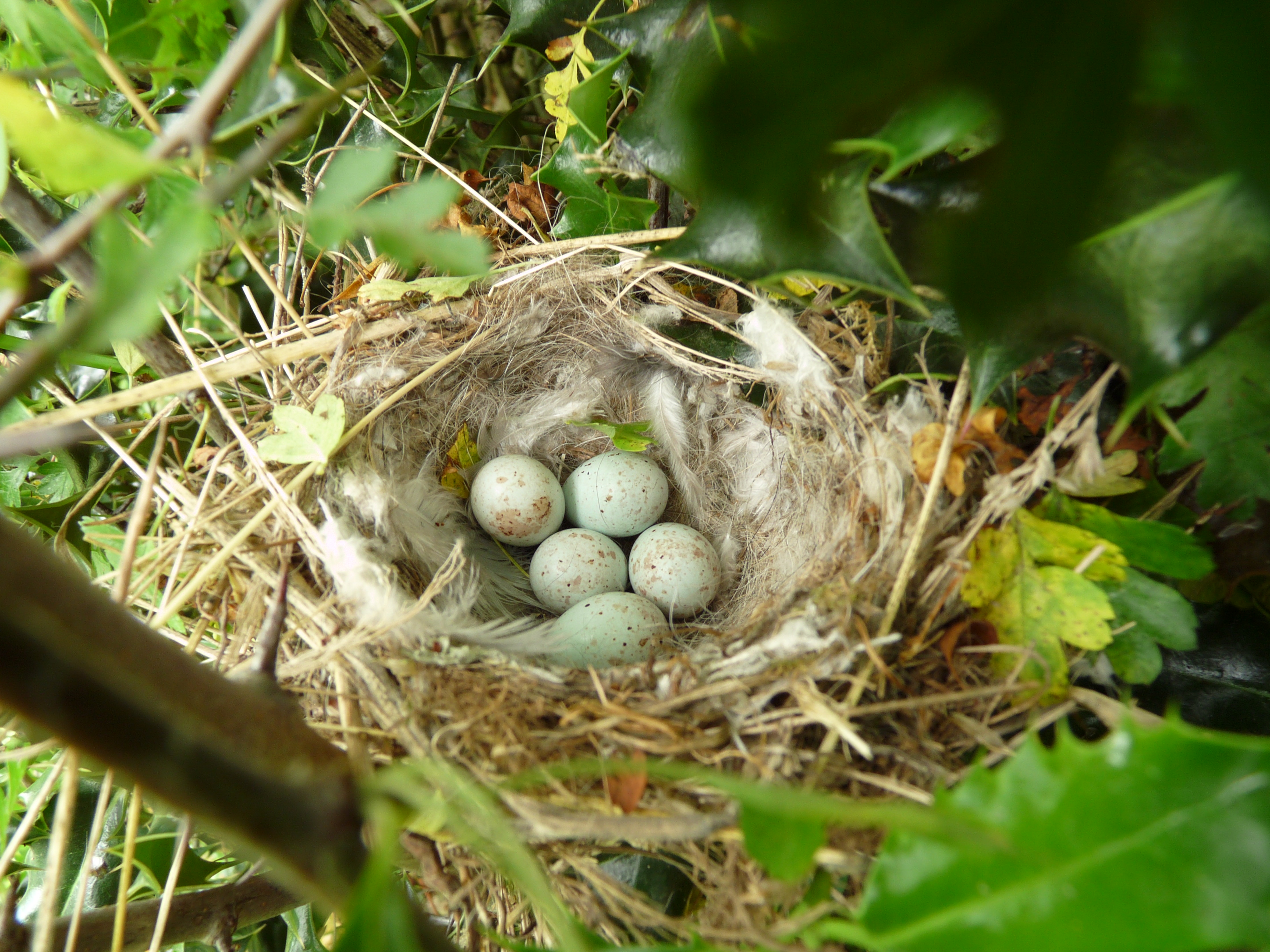
Nido con uova.

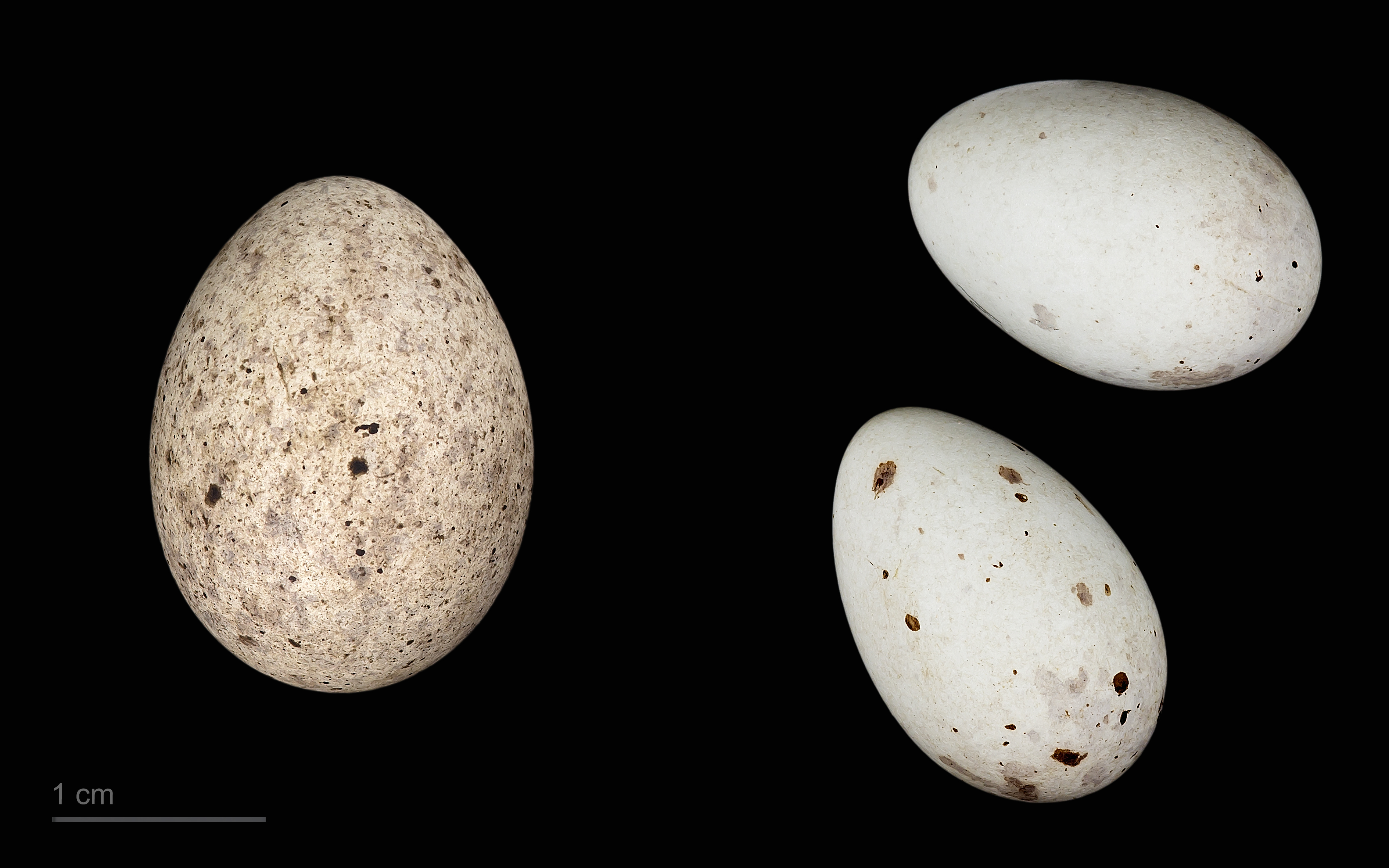
Uovo di Cuculus canorus bangsi in un nido di Carduelis chloris Museo di Tolosa

Il nido, a forma di coppa, viene costruito dalla sola femmina intrecciando materiale fibroso di origine prevalentemente vegetale e crini e foderando l'interno con lanugine e piumino: esso viene generalmente ubicato nel folto del fogliame di un albero, un cespuglio o una siepe, nei pressi del tronco o delle biforcazioni maggiori. Al suo interno, la femmina depone 4-6 uova di colore bianco-grigiastro con rade maculature rosee, di dimensioni pari a circa 21,5x14,8 mm, che essa provvede a covare da sola per circa due settimane, durante le quali il maschio staziona di guardia nei pressi del nido e si occupa di reperire il cibo per entrambi.

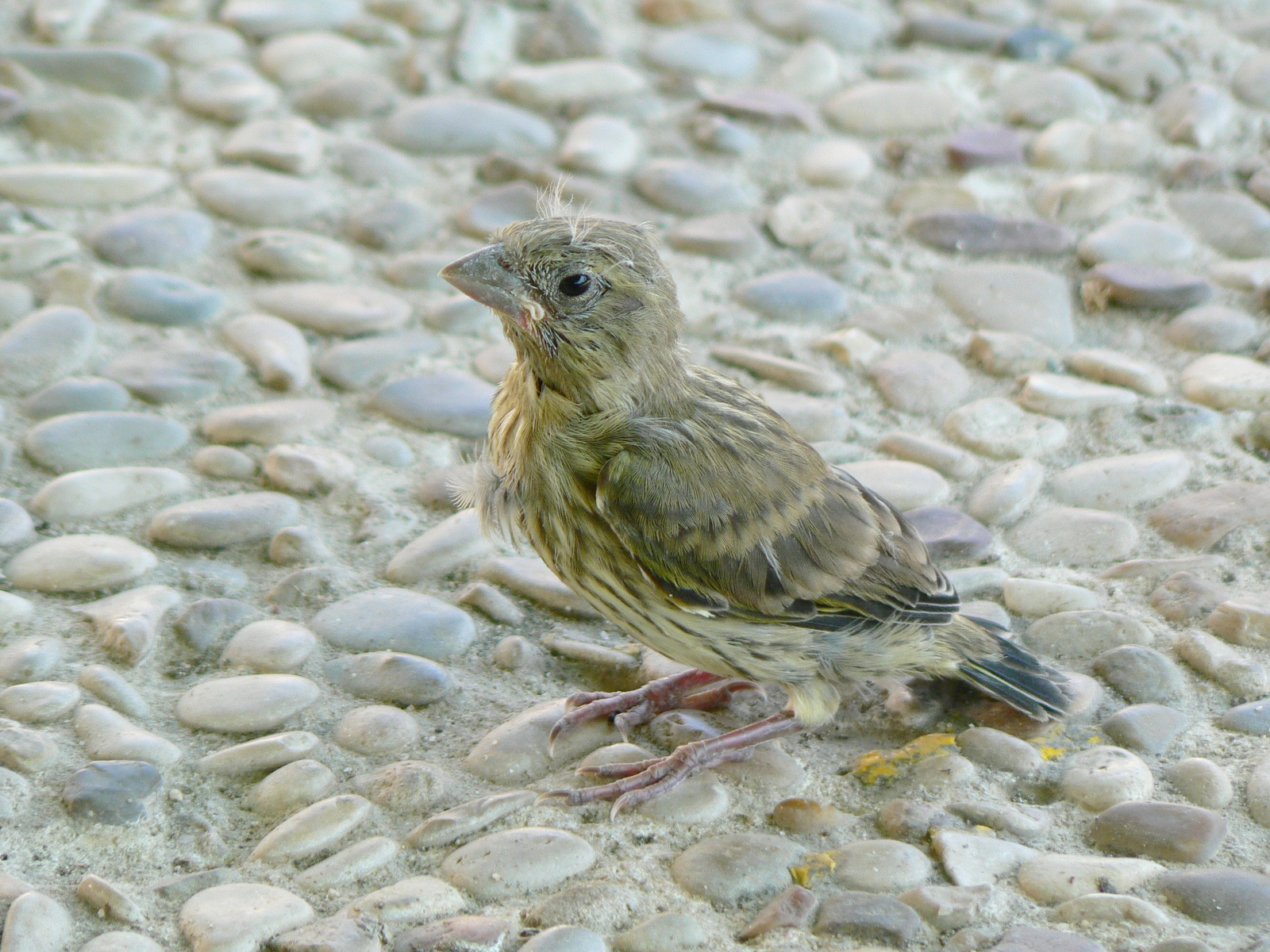
Giovane verdone al suolo.

Alla schiusa, i pulli sono ciechi ed implumi: il maschio e la femmina collaborano nell'accudirli e nutrirli, imbeccandoli con semi e granaglie rigurgitati. Attorno alle due settimane di vita i nidiacei sono completamente piumati (pur mantenendo una livrea giovanile, simile a quella delle femmine ma più scialba) e pronti per l'involo, dopo il quale si disperdono, spesso aggregandosi ad altri giovani conspecifici o appartenenti ad altre specie affini, talvolta facendo sporadicamente al nido natio, dove nel frattempo i genitori stanno portando avanti un'altra covata.

I verdoni, infatti, portano generalmente avanti 2-3 covate l'anno (una prima in aprile, una seconda in giugno e una terza in agosto) quando il clima e la disponibilità di cibo lo consentono.

## Distribuzione e habitat

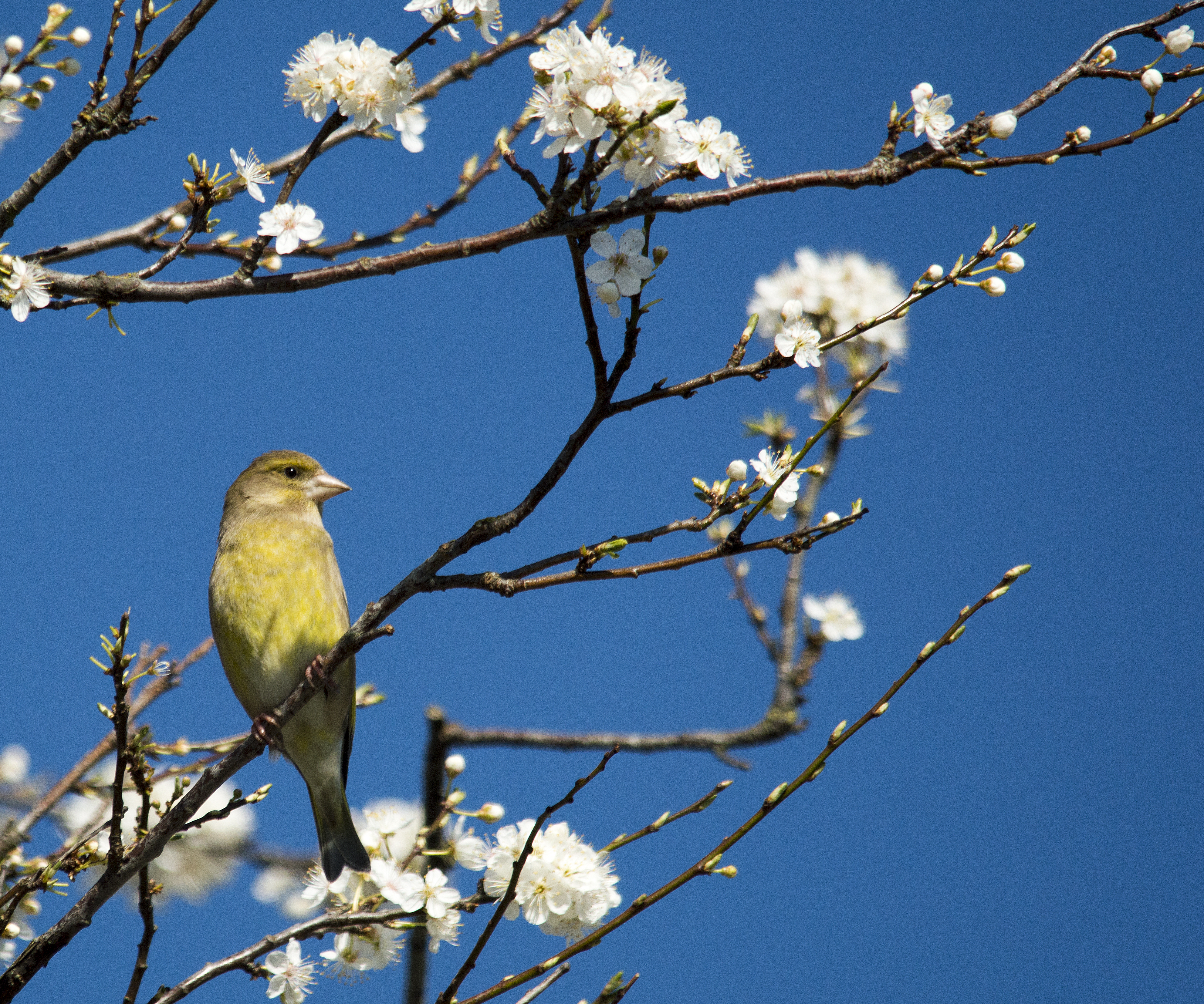
Femmina in primavera.

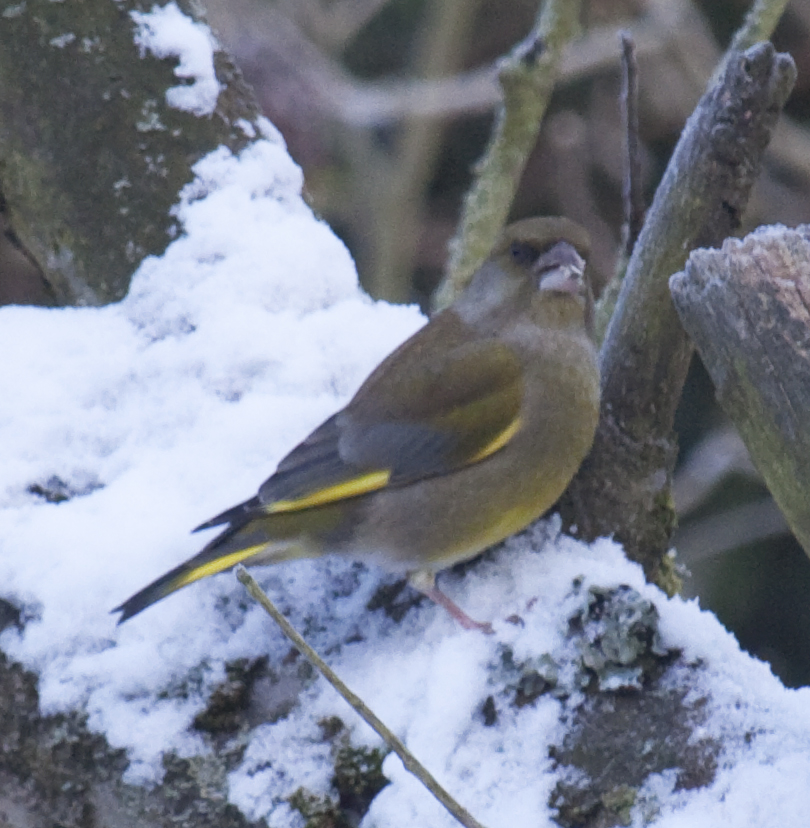
Maschio in ambiente innevato.

Il verdone ha distribuzione paleartica: lo si trova infatti in tutta Europa (isole britanniche comprese, mentre è assente dall'Islanda) dalla penisola iberica agli Urali, oltre che in Asia Centrale, Anatolia, costa levantina e nordafricana. In Italia la specie è presente su tutto il territorio nazionale, isole comprese. Questi uccelli sono stati inoltre introdotti con successo in Sudamerica (zona del Río de la Plata, Australia sud-orientale (Tasmania compresa) e Nuova Zelanda.
Il verdone non è un grande volatore e tende perciò a rimanere stanziale: le popolazioni più settentrionali (porzioni settentrionali e interne della penisola scandinava, nord della Russia europea) e più meridionali (la maggior parte del Nordafrica ad eccezione dei monti dell'Atlante) tendono invece a compiere migrazioni, rispettivamente durante l'inverno e durante l'estate.
Questo uccello predilige le zone alberate non troppo folte miste di latifoglie e conifere al di sopra dei 1000 metri di quota: esso si dimostra tuttavia molto adattabile in termini di habitat, colonizzando senza problemi campagne alberate, boschi, frutteti, aree coltivate e spingendosi anche nelle zone antropizzate, pur con presenza di alberi o siepi.

## Sistematica
Il verdone fa parte degli animali descritti scientificamente da Linneo nel suo Systema Naturae del 1758: classificato dallo svedese nel genere Loxia, in seguito questo uccello è stato spostato in Carduelis col nome di C. chloris. In seguito a revisioni tassonomiche basate su analisi del DNA, il genere Carduelis si è rivelato polifiletico e i verdoni sono stati tutti spostati in un proprio genere (precedentemente sottogenere), Chloris.
Se ne conoscono 10 sottospecie:

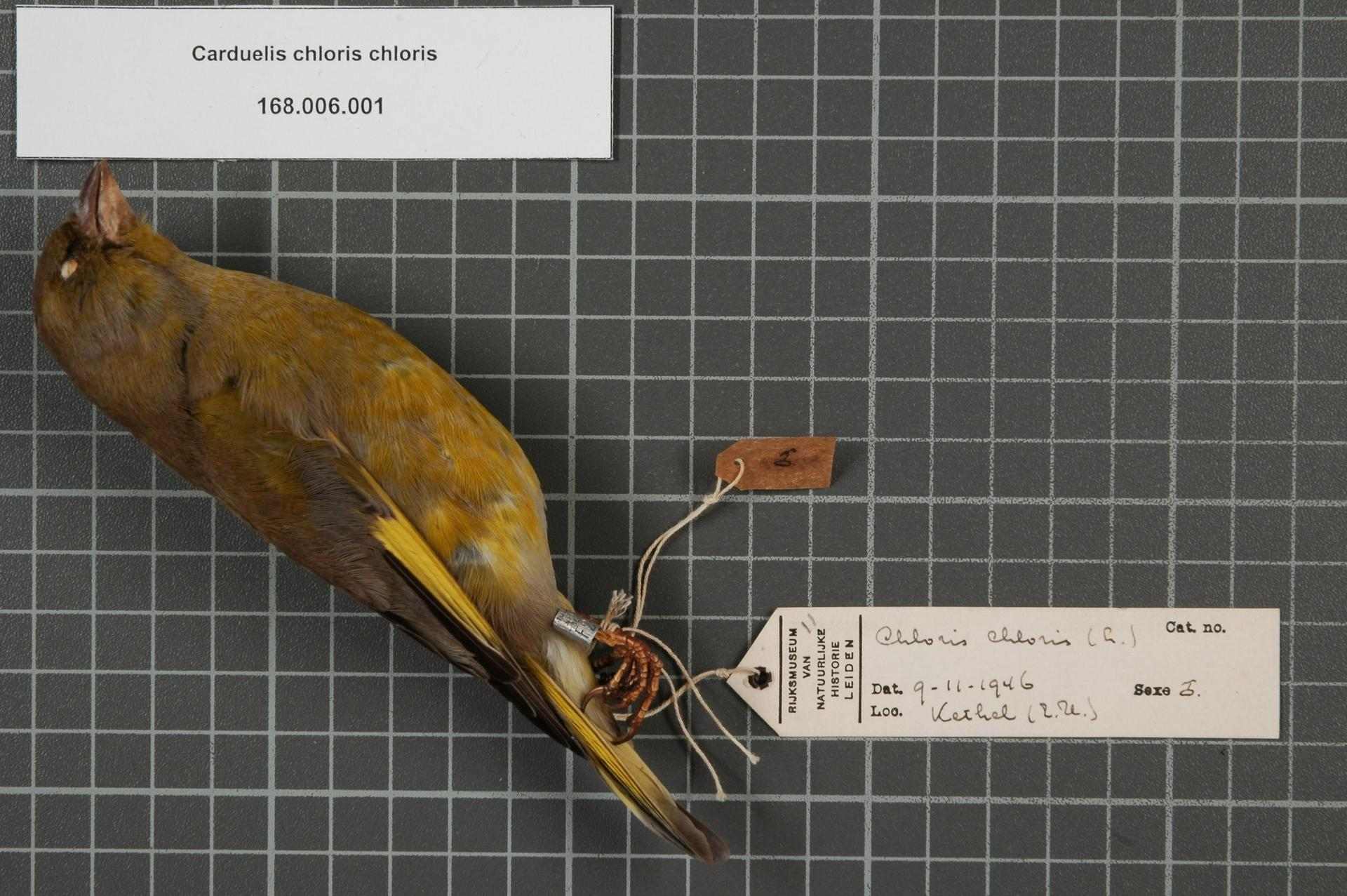
Maschio impagliato della sottospecie nominale.

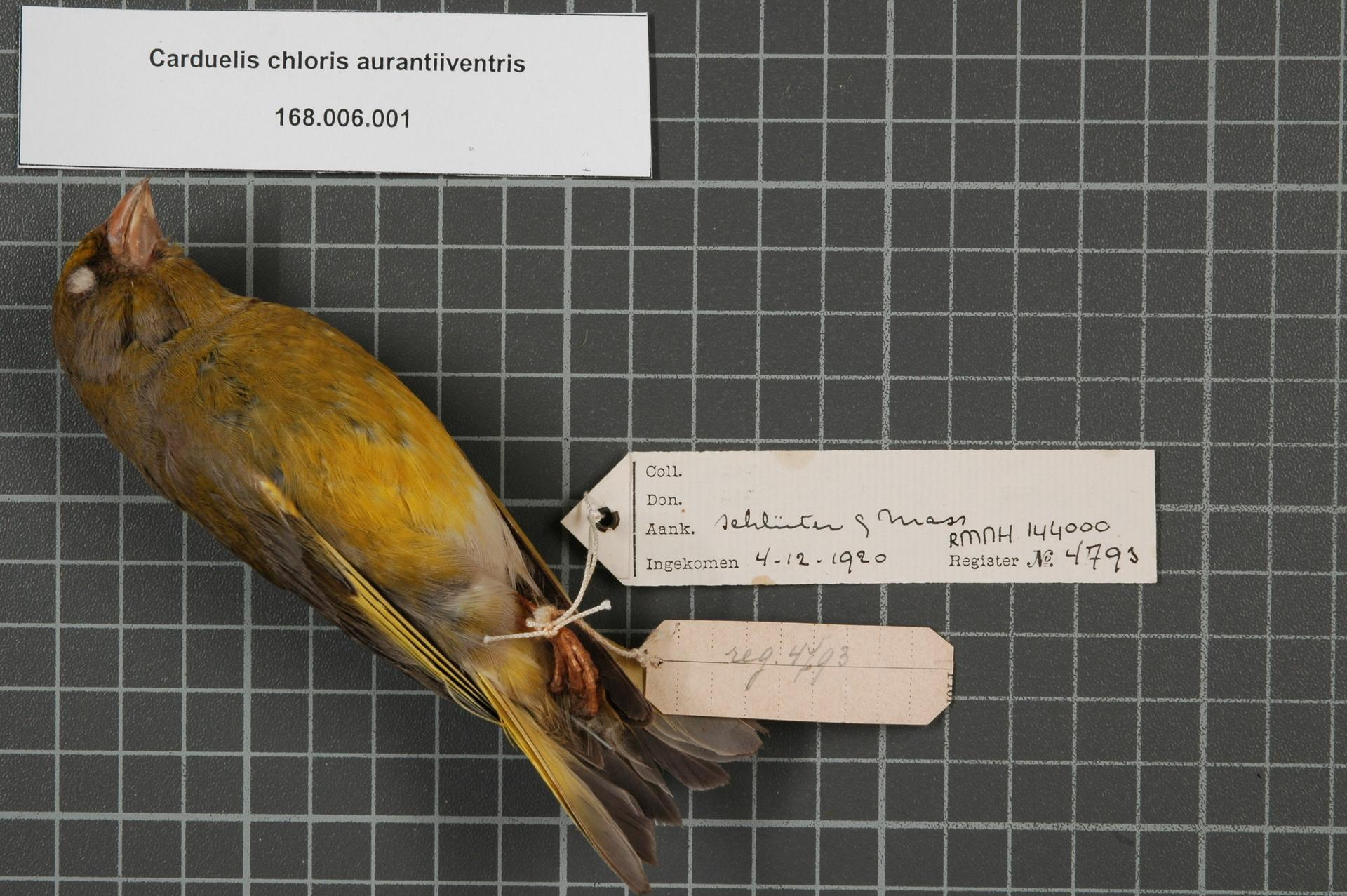
Maschio impagliato della sottospecie aurantiiventris.

- Chloris chloris chloris (Linnaeus, 1758) - la sottospecie nominale, presente in Scozia, Francia settentrionale e dalla Norvegia alla Siberia occidentale, oltre che in Australia, Nuova Zelanda e Isole Chatham (dov'è stata introdotta);
- Chloris chloris harrisoni Clancey, 1940 - diffusa in Gran Bretagna (eccetto la Scozia) e Irlanda;
- Chloris chloris muehlei (Parrot, 1905) - Serbia e Montenegro, Moldavia, Bulgaria e Grecia;
- Chloris chloris. aurantiiventris (Cabanis, 1851) - diffusa in Europa meridionale, dalla Spagna alla Grecia, oltre che a Madeira e alle Azzorre (dov'è stata introdotta);
- Chloris chloris madaraszi Tschusi, 1911 - con areale ristretto a Corsica e Sardegna;
- Chloris chloris vanmarli (Voous, 1951) - diffusa nella penisola iberica e nel Marocco settentrionale;
- Chloris chloris voousi (Roselaar, 1993) - presente in Marocco e Algeria;
- Chloris chloris chlorotica (Bonaparte, 1850) - presente dalla Turchia all'Egitto;
- Chloris chloris bilkevitchi Zarudny, 1911 - diffusa in Ucraina, nella regione del Caucaso e dalla Turchia sino all'Iran e al Turkmenistan;
- Chloris chloris turkestanica Zarudny, 1907 - diffusa in Kazakistan, Kirghizistan e Tagikistan.

## Conservazione
È uno degli uccelli più comuni e uniformemente diffusi in Italia, dove si trova tutto l'anno, più numeroso in inverno per l'immigrazione dal Nord Europa. Tuttavia è minacciato dall'uccellagione e dai veleni somministrati alle alberature per combattere i parassiti.